# Campeonato Francês de Hóquei em Patins
Campeonato Francês de Hóquei Patins, chamado Nacional 1, é uma competição anual colocando os doze melhores clubes de Hóquei Patins em França. O vencedor desta competição é designado campeão da França de Hóquei Patins. O campeonato é organizado pela, Comitê Nacional de Hóquei Patins da Federação Francesa de Patinagem.

## Palmarès desde 1990
| Ano       | Vencedor                        | Segundo             | Treceiro            |
| --------- | ------------------------------- | ------------------- | ------------------- |
| 1989/1990 | Roller Skating de Gujan-Mestras | LV La Roche sur Yon | SA Gazinet-Cestas   |
| 1990/1991 | SCRA Saint-Omer                 | LV La Roche sur Yon | RS Gujan-Mestras    |
| 1991/1992 | SCRA Saint-Omer                 | SA Gazinet-Cestas   | Nantes ARH          |
| 1992/1993 | SCRA Saint-Omer                 | Nantes ARH          | RS Gujan-Mestras    |
| 1993/1994 | SCRA Saint-Omer                 | LV La Roche sur Yon | Nantes ARH          |
| 1994/1995 | Nantes ARH                      | SCRA Saint-Omer     | LV La Roche sur Yon |
| 1995/1996 | LV La Roche sur Yon             | HC Quévert          | SCRA Saint-Omer     |
| 1996/1997 | HC Quévert                      | ROC Vaulx en Velin  | LV La Roche sur Yon |
| 1997/1998 | HC Quévert                      | SA Mérignac         | LV La Roche sur Yon |
| 1998/1999 | HC Quévert                      | SCRA Saint-Omer     | SA Mérignac         |
| 1999/2000 | HC Quévert                      | ROC Vaulx en Velin  | SCRA Saint-Omer     |
| 2000/2001 | SCRA Saint-Omer                 | HC Quévert          | LV La Roche sur Yon |
| 2001/2002 | HC Quévert                      | SCRA Saint-Omer     | Nantes ARH          |
| 2002/2003 | LV La Roche sur Yon             | SCRA Saint-Omer     | SA Mérignac         |
| 2003/2004 | LV La Roche sur Yon             | HC Quévert          | SCRA Saint-Omer     |
| 2004-2005 | LV La Roche sur Yon             | SA Mérignac         | HC Quévert          |
| 2005-2006 | SCRA Saint-Omer                 | LV La Roche sur Yon | US Coutras          |
| 2006-2007 | LV La Roche sur Yon             | SPRS Ploufragan     | SCRA Saint-Omer     |
| 2007-2008 | HC Quévert                      | SCRA Saint-Omer     | SA Mérignac         |
| 2008-2009 | SCRA Saint-Omer                 | HC Quévert          | US Coutras          |
| 2009-2010 | US Coutras                      | HC Quévert          | SCRA Saint-Omer     |
| 2010-2011 | US Coutras                      | SCRA Saint-Omer     | HC Quévert          |
| 2011-2012 | HC Quévert                      | SCRA Saint-Omer     | US Coutras          |
| 2012-2013 | SCRA Saint-Omer                 | HC Quévert          | RAC Saint-Brieuc    |
| 2013-2014 | HC Quévert                      | LV La Roche sur Yon | SCRA Saint-Omer     |
| 2014-2015 | HC Quévert                      | SA Mérignac         | LV La Roche sur Yon |
| 2015-2016 | LV La Roche sur Yon             | SA Mérignac         | HC Quévert          |
| 2016-2017 | LV La Roche sur Yon             | HC Quévert          | SCRA Saint-Omer     |
| 2017-2018 | HC Quévert                      | SCRA Saint-Omer     | SA Mérignac         |
| 2018-2019 | HC Quévert                      | SCRA Saint-Omer     | LV La Roche sur Yon |
| 2019-2020 | SCRA Saint-Omer                 | LV La Roche sur Yon | HC Quévert          |
| 2020-2021 | Não Disputado                   | --------            | --------            |
| 2021-2022 | SCRA Saint-Omer                 | HC Quévert          | La Vendéenne        |
| 2022-2023 | SCRA Saint-Omer                 | US Coutras          | HC Quévert          |
| 2023-2024 | SCRA Saint-Omer                 | La Vendéenne        | SPRS Ploufragan     |
| 2024-2025 | SCRA Saint-Omer                 | HC Quévert          | US Coutras          |

## Vitórias por clube
| Cl. | Clube                             | Tit. |
| --- | --------------------------------- | ---- |
| 1   | Union Sportive Coutras            | 16   |
| 2   | La Vendéenne La Roche sur Yon     | 13   |
| 3   | Skating Club de Saint-Omer        | 13   |
| 4   | Hockey Club Quévert               | 11   |
| 5   | Stade bordelais UC                | 10   |
| 6   | Hockey Club du Fresnoy            | 8    |
| 7   | Roller skating de Gujan-Mestras   | 7    |
| 8   | Nantes Atlantique Rink Hockey (1) | 6    |
| 9   | ASPTT Bordeaux                    | 5    |
| 10  | Biarritz_olympique                | 4    |
| 11  | Paris                             | 4    |
| 12  | Football Club de Lyon             | 3    |
| 13  | Sports Athlétiques Gazinet Cestas | 2    |
| 14  | Orléans                           | 1    |
| 15  | Rink Burdigalien Bordeaux         | 1    |
| 16  | Wattrelos                         | 1    |
| 17  | Girondins_de_Bordeaux_omnisports  | 1    |
| 18  | Burdigala Bordeaux                | 1    |

(1) inclui os títulos antes de 1990

## Ligações Externas
- síte da ffrs

### Internacional
- Notícias de modalidades, incluindo hóquei (em Português)
- Ligações ao Hóquei em todo o Mundo
- Mundook-Actualidade Mundial do Hóquei Patinado (em Português)
- Cumhoquei-Actualidade Mundial do Hóquei Patinado (em Português)
- Hardballhock-Actualidade Mundial do Hóquei Patinado (em Inglês)
- Inforoller-Actualidade Mundial do Hóquei Patinado (em Francês)
- Hardballhock Blog-Actualidade Mundial do Hóquei Patinado (em Inglês)
- rinkhockey-news-Actualidade Mundial do Hóquei Patinado (em Inglês)
- Solo Hockey-Actualidade Mundial do Hóquei Patinado (em Castelhano)